# Estola brunneovariegata
Estola brunneovariegata är en skalbaggsart som beskrevs av Stefan von Breuning 1940. Estola brunneovariegata ingår i släktet Estola och familjen långhorningar.
Artens utbredningsområde är Venezuela. Inga underarter finns listade i Catalogue of Life.